# Frankolin czubaty
Frankolin czubaty (Ortygornis sephaena) – gatunek średniej wielkości afrykańskiego ptaka z rodziny kurowatych (Phasianidae). Osiadły. Nie jest zagrożony wyginięciem.

## Systematyka
Zwykle wyróżnia się pięć podgatunków O. sephaena:
- O. sephaena grantii – frankolin smugowany[4] – Sudan Południowy i zachodnia Etiopia do północno-środkowej Tanzanii.
- O. sephaena rovuma – franklin białobrewy[4] – wschodnia Kenia do północnego Mozambiku.
- O. sephaena spilogaster – wschodnia Etiopia, Somalia, północno-wschodnia Kenia.
- O. sephaena zambesiae – zachodnio-środkowy Mozambik do Namibii i południowej Angoli.
- O. sephaena sephaena – frankolin czubaty[4] – wschodnie Zimbabwe do południowo-wschodniej Botswany, południowy Mozambik i północno-wschodnia RPA.

Niektórzy autorzy proponują podniesienie taksonów grantii i rovuma do rangi gatunków.

## Morfologia
Wygląd zewnętrzny: Ptak o pokroju zbliżonym do kuropatwy. Cechy charakterystyczne to rdzawe plamki na szyi i piersi, czarny dziób i czerwone nogi. Biegnąc, zwykle unosi do góry ogon i stroszy brązową czapeczkę. Obie płci ubarwione podobnie, samica ma gęściej nakrapiany wierzch.
Rozmiary: długość ciała: 30–35 cm.
Masa ciała: samiec 308–417 g, samica 225–353 g.

## Występowanie

### Środowisko
Różnorodne siedliska z gęstą roślinnością takie jak zarośla nadrzeczne, lasy utworzone przez akacje i balsamowce, zarośnięte plantacje.

### Zasięg występowania
Wschodnia, południowo-wschodnia i południowa Afryka, od Etiopii i Somalii na północy do Namibii, Botswany i północno-wschodniej RPA na południu.

## Pożywienie
Termity i inne owady oraz pokarm roślinny.

## Rozród
Gatunek najprawdopodobniej monogamiczny.
Gniazdo to płytkie zagłębienie w ziemi wysłane trawą i liśćmi, zwykle dobrze ukryte.
Okres lęgowy zależy od regionu: składanie jaj wypada na październik–marzec w Południowej Afryce, czerwiec–lipiec w Mozambiku, marzec–maj w Etiopii, maj–czerwiec w Somalii.
Jaja: znosi 4–9 jaj.
Wysiadywanie: ok. 19 dni.

## Status, zagrożenie i ochrona
Status według kryteriów Czerwonej księgi gatunków zagrożonych IUCN: gatunek najmniejszej troski (LC – Least Concern). Liczebność populacji nie została oszacowana, ale ptak ten opisywany jest jako lokalnie pospolity do bardzo licznego. Ze względu na brak dowodów na spadki liczebności bądź istotne zagrożenia dla gatunku BirdLife International ocenia trend liczebności populacji jako prawdopodobnie stabilny. Jest to ptak łowny.